# Dosímetro de termoluminiscencia
El dosímetro de termoluminiscencia es un sistema de medición que se utiliza para controlar los niveles de radiación, tanto de los pacientes como del personal sanitario. 
Los materiales que se emplean como DTL son muy escasos y suele tratarse de cristales inorgánicos:
- El más utilizado es el fluoruro de litio (LiF):
  - Tiene un número atómico efectivo de 8,2 y es prácticamente un dosímetro equivalente al tejido
  - Es relativamente sensible y puede medir dosis de sólo 10 mRAD con una buena precisión y dosis superiores a 10 mRAD con precisión superior al 5%.
- El fluoruro de calcio activado por manganeso (CaF2: Mn) tiene un número atómico efectivo más elevado, lo que le hace notablemente más sensible a las radiaciones ionizantes.
- El CaF2: Mn puede medir con precisión moderada dosis de radiación inferiores a 1 mRAD.

- Datos: Q1412702